# 博多尔茨
博多尔茨是德国巴伐利亚州的一个市镇。总面积3.03平方公里，总人口3188人，其中男性1526人，女性1662人（2011年12月31日），人口密度1 052人/平方公里。